# Eunidia rufula
Eunidia rufula là một loài bọ cánh cứng trong họ Cerambycidae.